# Корхов Сергій Іванович
Корхов Сергій Іванович (21 липня 1918, Харків — 29 квітня 2009, Одеса) — хірург, Заслужений працівник вищої школи України, учасник Другої світової війни, ректор двох медичних інститутів України — Вінницького і Одеського, Почесний член наукового товариства хірургів України (1984).

## Життєпис
Корхов Сергій Іванович народився 21 липня 1918 року у м. Харків в сім'ї лікарів. У 1933 році закінчив семирічку в Києві та продовжив освіту в Київському індустріальному робітфаку. У 1935 році вступив до Київського індустріального інституту, але, провчившись лише рік, перевівся до Київського медичного інституту (тепер Національний медичний університет ім. О. О. Богомольця).
Після закінчення медінституту в 1941 р. був учасником Другої світової війни, яку пройшов військовим лікарем. Почав службу лікарем-ординатором у 314-му окремому медико-санітарному батальйоні. З листопада 1941 р. по жовтень 1942 р. був старшим ординатором госпітальної хірургічної клініки Військово-медичної академії ім. С. М. Кірова у м. Куйбишев, а з листопада 1942 р. по березень 1944 р. —старшим ординатором клініки військово-польової хірургії цієї академії у м. Самарканд. З квітня по грудень 1944 р. Сергій Корхов знаходився на лікуванні в Самаркандському госпіталі № 342. Наприкінці 1944 р. його було звільнено з армії через хворобу. Вже з січня по червень 1945 р. він працював лікарем-хірургом поліклініки № 1 у м. Куйбишев.
10 квітня 1944 р. була відновлена діяльність Одеського медичного інституту, де С. І. Корхов почав працювати асистентом госпітальної хірургічної клініки. До цього періоду належать його перші наукові праці.
У хірургічному товаристві він виступив з доповіддю про лікування вогнепальних переломів стегна. 15 червня 1948 р. на засіданні вченої ради Одеського медичного інституту відбувся успішний захист кандидатської дисертації на тему «Регіонарна симпатична новокаїнова блокада при виразковій хворобі шлунка, дванадцятипалої кишки та їх ускладненнях». З 1945 р. до 1951 р. Сергій Іванович працював асистентом, доцентом кафедри госпітальної хірургії, заступником декана лікувального факультету Одеського медичного інституту.
У Вінницький медичний інститут за рішенням Міністерства охорони здоров'я директором призначають молодого перспективного науковця С. І. Корхова у 1951 році. З серпня 1951 р. Сергій Іванович поєднує посади директора, доцента, а згодом професора і завідувача кафедри хірургії. На початку 1950-х років ще не повністю були відновлені будівлі інституту, які були зруйновані. За особистої участі Сергія Івановича були відбудовані морфологічний корпус і гуртожиток, споруджено експериментальний корпус-віварій, студентський гуртожиток № 2 на 632 місця, житловий будинок для співробітників інституту, стадіон. Значно покращилася матеріально-технічна і навчальна бази інституту, поліпшилися умови роботи клінічних кафедр. Під його керівництвом відбулося становлення і виховання значної плеяди лікарів, організаторів охорони здоров'я та науково-педагогічних кадрів.
У 1961 р. С. І. Корхов успішно захистив докторську дисертацію на тему «Електрогастрографія при виразковій хворобі та раку шлунка», а в 1963 р. отримав звання професора.
За наказом Міністерства охорони здоров'я № 263-л від 5 травня 1967 р. С. І. Корхов був переведений до Одеського медичного інституту, де займав посаду ректора до жовтня 1981 р. Одночасно працював завідувачем кафедри госпітальної хірургії, з 1975 р. очолював кафедру оперативної хірургії та топографічної анатомії. Протягом 1992—2000 рр. був професором цієї кафедри. Сергій Іванович був досвідченим організатором вищої медичної освіти, який не тільки добре розумів завдання, що стоять перед вищим навчальним закладом, а й міг втілювати їх у життя. Сергій Іванович зумів об'єднати зусилля колективу інституту на розв'язання стратегічних завдань.
С. І. Корхов приділяв чималу увагу зміцненню матеріальнотехнічної, навчальної та наукової баз інституту. Пріоритетним завданням на той час було забезпечення студентів житлом. Методом «народного» будівництва, коли студенти залучалися до різноманітних допоміжних будівельних робіт, було розпочато спорудження гуртожитку № 3 на Слобідці для студентів педіатричного факультету. Після його завершення і введення в експлуатацію було прийнято рішення розпочати зведення гуртожитків № 2 і № 6 на Черемушках.
Завдяки наполегливій праці Сергія Івановича було створено унікальну науково-дослідну лабораторію, завершено будівництво гуртожитку № 1 по вул. Ядова.
У період ректорства Сергія Івановича почалася співпраця між Одеським медичним інститутом і Варненським медичним інститутом (Болгарія), Сегедським медичним університетом (Угорщина). У 1972 р. С. І. Корхов був делегатом Всесвітнього конгресу з медичної освіти лікарів у Данії. Почесний член наукового товариства хірургів України (1984), Почесний член наукового товариства анатомів, гістологів, ембріологів, топографоанатомів України (АГЕТ, 1998).
У 1970 р. за значний внесок у розвиток медичної науки та підготовку кадрів С. І. Корхову присвоєно звання заслуженого працівника вищої школи України.
С. І. Корхов зробив значний внесок у розвиток медичної науки, зокрема хірургії. Напрямками його наукових досліджень були: діагностика і лікування захворювань черевної порожнини, лікування виразкової хвороби шлунка і дванадцятипалої кишки, використання електрофізіологічних методів у хірургічній клініці, електрогастрографія при виразковій хворобі, лікування онкологічних захворювань шлунка. Він є автором численних наукових праць. Під його керівництвом були захищені 3 докторські та 11 кандидатських дисертацій. В 1994 р. його обрали Почесним професором Вінницького медичного університету ім. М. І. Пирогова.
Помер 29 квітня 2009 року, похований в Одесі на Другому християнському кладовищі.

## Нагороди
Орден Жовтневої Революції (1971), Орден Дружби народів (1981) та 7-мь медалей.